# Фархант
Фархант (њем. Farchant) општина је у њемачкој савезној држави Баварска. Једно је од 22 општинска средишта округа Гармиш-Партенкирхен. Према процјени из 2010. у општини је живјело 3.660 становника. Посједује регионалну шифру (AGS) 9180116.

## Географски и демографски подаци
Фархант се налази у савезној држави Баварска у округу Гармиш-Партенкирхен. Општина се налази на надморској висини од 672 метра. Површина општине износи 25,8 km². У самом мјесту је, према процјени из 2010. године, живјело 3.660 становника. Просјечна густина становништва износи 142 становника/km².